# Petr Hannig

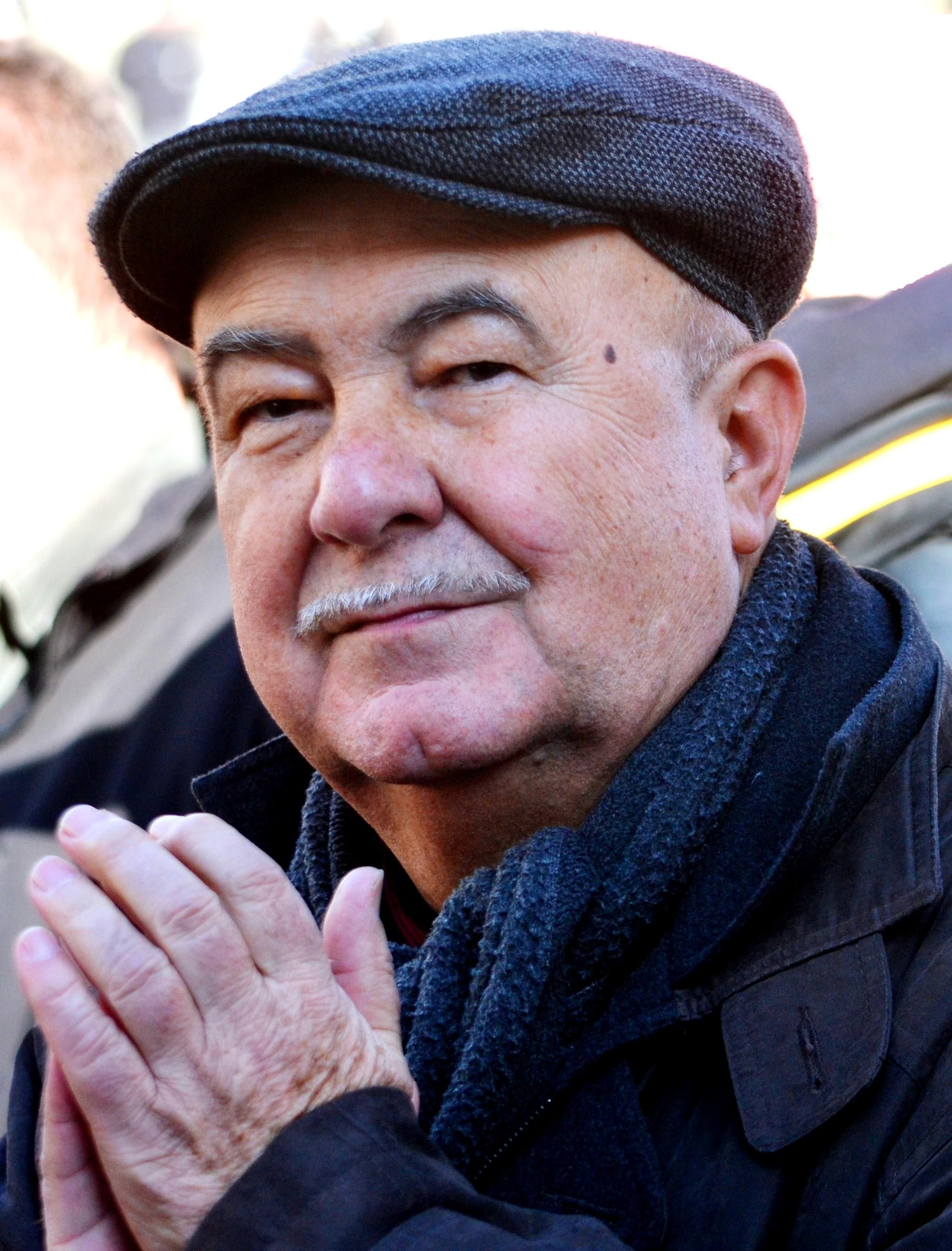
Petr Hannig (2015)

Petr Hannig (* 20. Januar 1946 in Krásné Březno bei Ústí nad Labem; † 21. Januar 2025 in Prag) war ein tschechischer Musikproduzent und Politiker.

## Leben
Von 1960 bis 1964 studierte Hannig Schmiedekunst an der Kunstgewerbeschule in Turnov. 1965 nahm er das Studium der Orgelmusik, Komposition und Dirigieren am Prager Konservatorium auf.
1966 erfolgten als něžný beat erste Musikproduktionen mit Jiří Černý, Pastýři, Karel Bláha, Petra Černocká, Jitka Zelenková und Lilka Ročáková. Die Mitglieder der Tschechischen Philharmonie, Karel Vágner und Josef Vejvoda, sowie Miroslav Kejmar, Jiří Hebda, Oldřich Vlček gaben der Musik ein starkes symphonisches Element. Einige Aufnahmen aus der Zeit wurden 1996 erneut veröffentlicht.
Ende der 1960er Jahre arbeitete Hannig in London mit dem Fotografen Dežo Hoffmann und dem Komponisten Tom Springfield zusammen. Seinen Lebensunterhalt verdiente er unter anderem mit Schmiedearbeiten, die er in einer gemieteten Schmiede in Twickenham herstellte. Die Kompositionen aus seiner Londoner Zeit entstanden für die Rockband Yes, die BBC und für Musiktheater.
Im September 1969 kehrte Hannig nach einem Ultimatum in die Tschechoslowakei zurück. Er arbeitete als Komponist und Produzent. In den 1980er Jahren entdeckte er Lucie Bílá, eine der populärsten tschechischen Interpretinnen.
2002 gründete er die Partei Strana zdravého rozumu („Partei der Vernunft“ oder „des gesunden Menschenverstandes“) und kandidierte 2006 für die Abgeordnetenkammer des tschechischen Parlaments, seine Partei erhielt aber nur 0,46 Prozent der Stimmen. Später schloss sich seine Partei dem Wahlbündnis Suverenita unter Führung von Jana Bobošíková an.
Hannig kandidierte bei der Präsidentschaftswahl 2018 und erhielt 29.228 Stimmen (0,56 %).
Er starb im Januar 2025, einen Tag nach seinem 79. Geburtstag.

## Einzelnachweis
1. ↑  Zemřel Petr Hannig, objevitel Lucie Bílé a neúspěšný kandidát na prezidenta. In: cnn.iprima.cz. 21. Januar 2025, abgerufen am 21. Januar 2025.

| Personendaten    | Personendaten                                                                   |
| ---------------- | ------------------------------------------------------------------------------- |
| NAME             | Hannig, Petr                                                                    |
| ALTERNATIVNAMEN  | Hannig, Peter                                                                   |
| KURZBESCHREIBUNG | tschechischer Musikproduzent                                                    |
| GEBURTSDATUM     | 20. Januar 1946                                                                 |
| GEBURTSORT       | Krásné Březno (Schönpriesen), Ústí nad Labem, Nordböhmen, Tschechische Republik |
| STERBEDATUM      | 21. Januar 2025                                                                 |
| STERBEORT        | Prag                                                                            |